# Pierre-André Comte
Pierre-André Comte (nascut el 10 d'agost del 1955 a Courtételle, Suïssa) és un polític suís que és diputat del Cantó del Jura. Pierre-André va estudiar a l'Ecole normale al municipi de Porrentruy fins al 1975, llavors realitza un màster en administració pública a l'institut d'alts estudis en administració pública a Lausanne fins al 1996. Pierre-André és batlle de la vila de Vellerat del 1982 fins avui dia, president del Parlament Cantonal el 2004 i secretari general del moviment autonomista de Jura i de la confederació de pobles de llengua francesa el 2006.